# Palazzo Incontri
Palazzo Incontri, detto anche Incontri Piccolellis, è un palazzo di Firenze situato all'angolo tra via dei Servi 3-5 e via dei Pucci 1, ad un incrocio dove sugli altri lati si affacciano il palazzo Pucci, palazzo Pasqui e la chiesa di San Michelino Visdomini.
Il sito dell'attuale palazzo è il cosiddetto Canto di Balla, così chiamato perché si apriva in corrispondenza della porta di Balla nelle antiche mura cittadine in uso fino al XII secolo.

## Storia

### I Vespucci
In origine erano in questo luogo, a segnare la cantonata tra via de' Pucci e via dei Servi, una casa grande e due case più piccole che fino ai primi del Quattrocento erano possesso della famiglia Medici, del di Cafaggiolo di Cosimo e Lorenzo il Vecchio, prima della costruzione del palazzo Medici di via Larga.

Coats of arms of the House of Vespucci

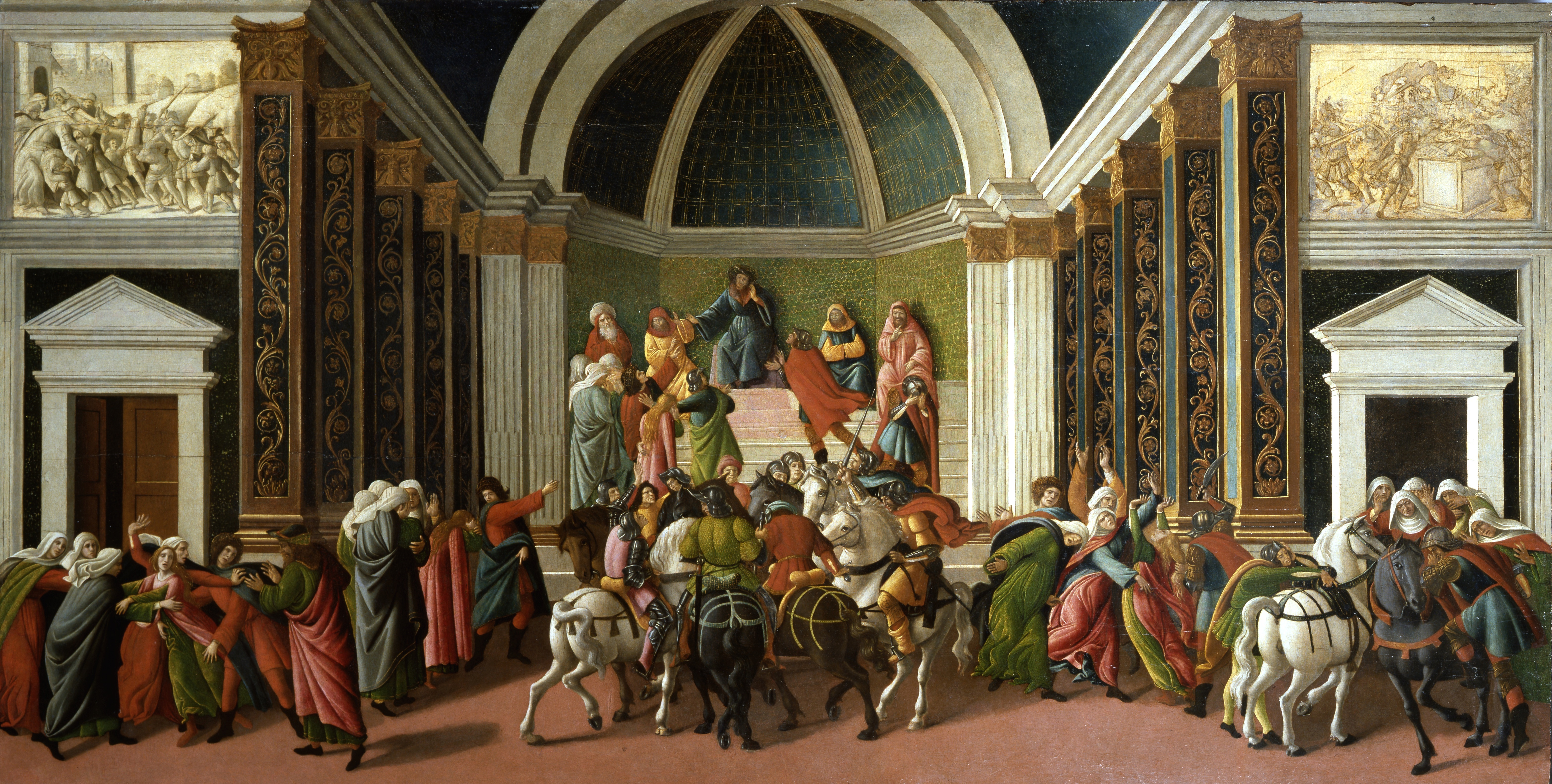
Sandro Botticelli, Storie di Virginia

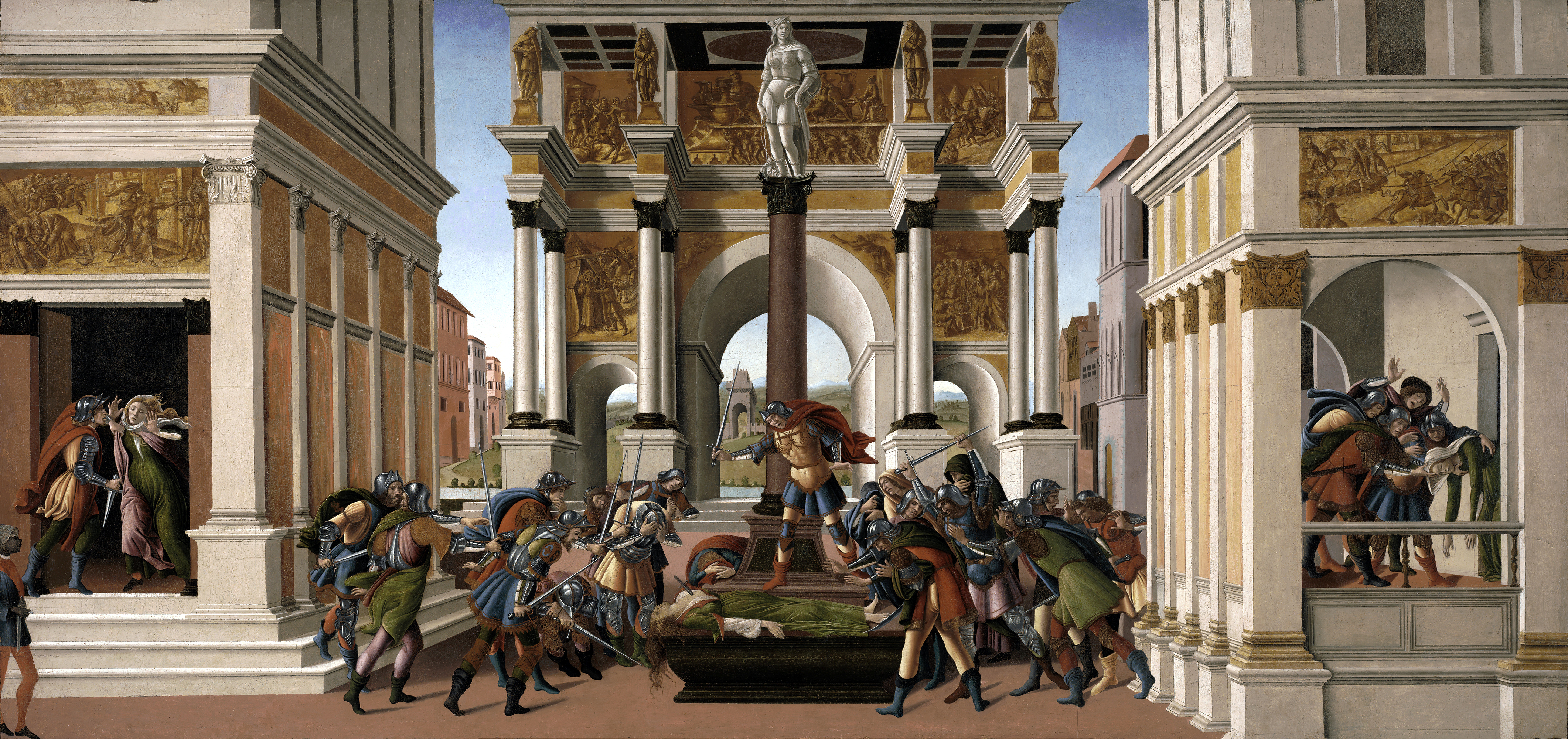
Sandro Botticelli, Storie di Lucretia

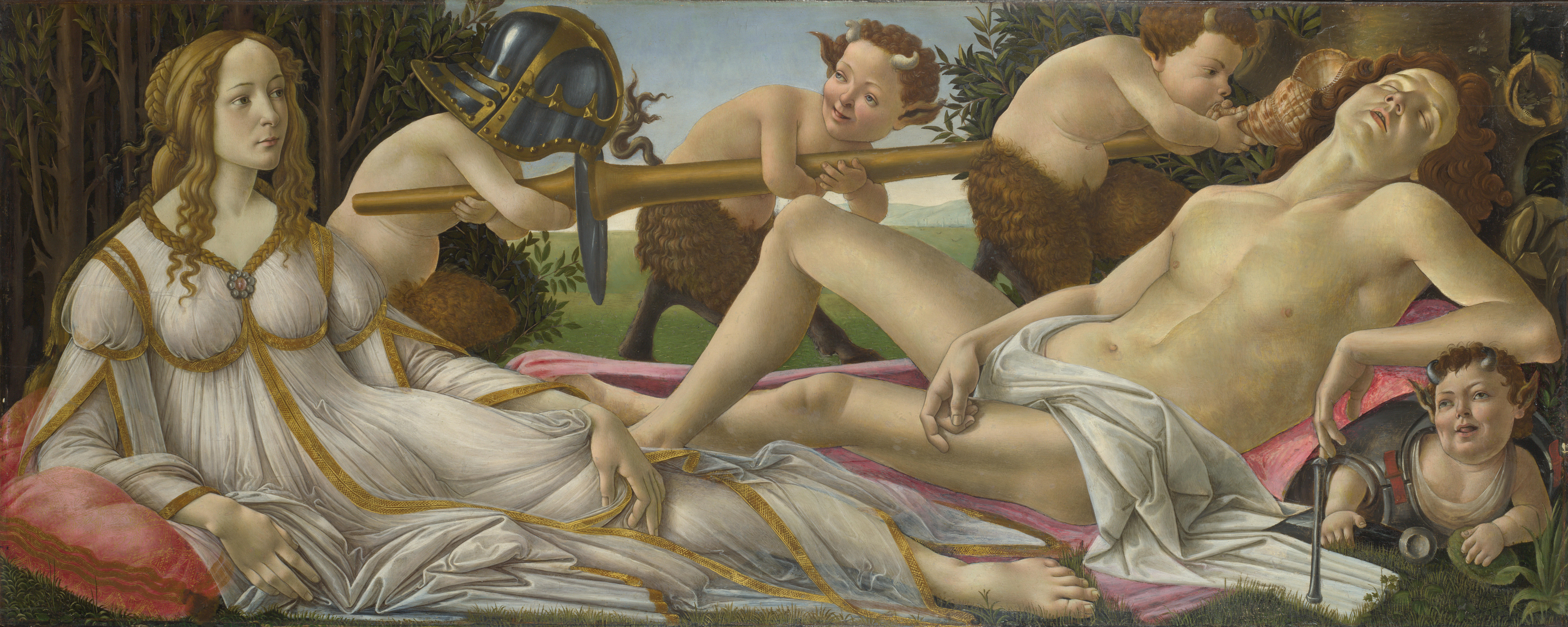
Sandro BotticelliVenus and Mars, c. 1485, tempera on panel, 69 × 173 cm, National Gallery, London

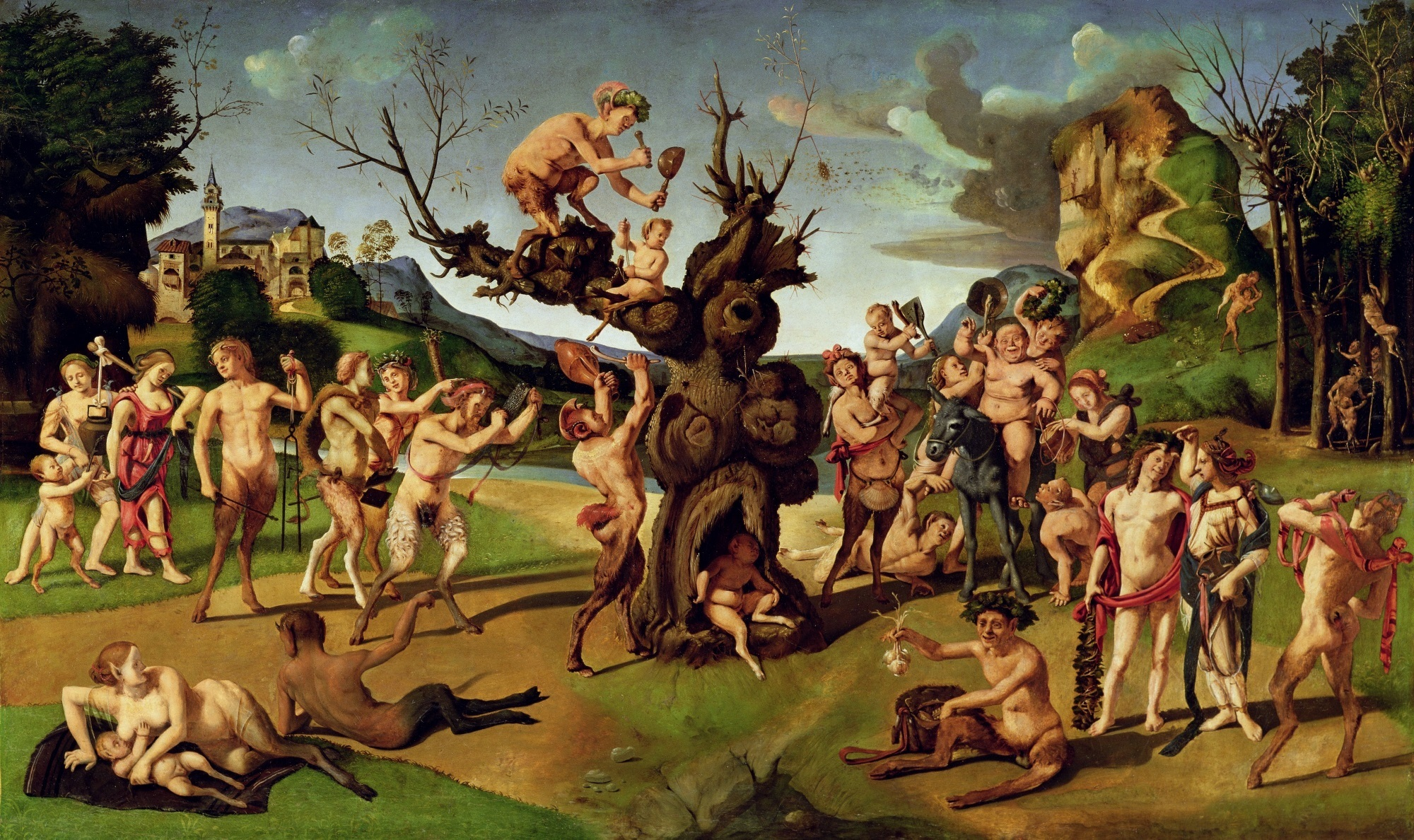
Piero di Cosimo, Bacco scoperto miele

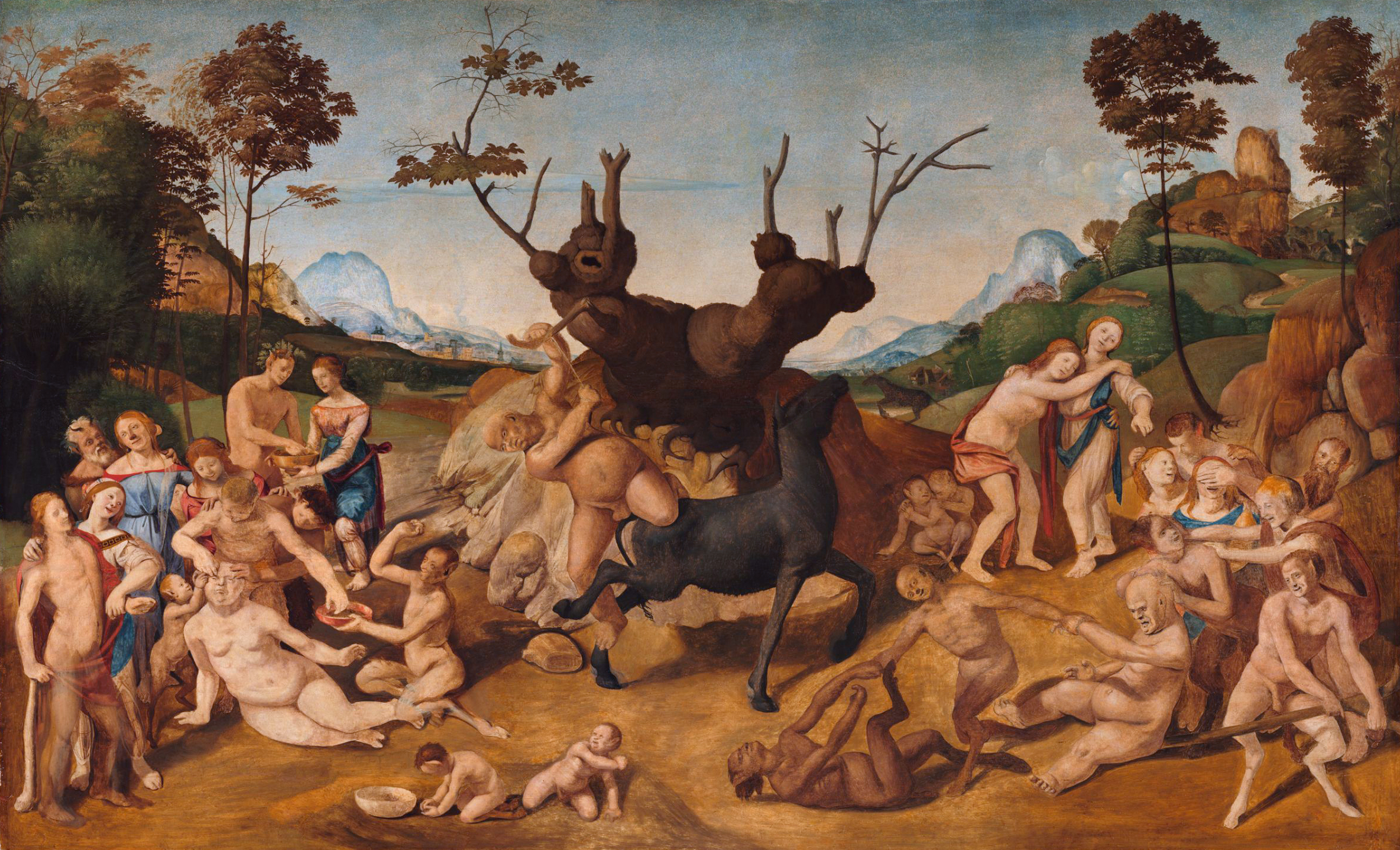
Piero di Cosimo, Disavventure di Sileno

Queste, già unificate attorno al 1469 in un'unica 'casa grande', furono cedute all'Arte del Cambio e quindi alienate a Giovanni di Antonio Vespucci, politico già Gonfaloniere di Giustizia, che, secondo la testimonianza di Giorgio Vasari, fece realizzare il primo palazzo vero e proprio, e lo fece decorare tra gli altri da Sandro Botticelli e da Piero di Cosimo. Scrive infatti lo storico aretino nelle Vite: "[Botticelli aveva dipinto] nella via de' Servi in casa di Giovanni Vespucci (...) molti quadri chiusi da ornamenti di noce, per ricignimento e spalliere con molte figure vivissime e bellissime"; queste tavole si trovano oggi all'Accademia Carrara di Bergamo (Storie di Virginia) e all'Isabella Gardner Museum di Boston (Storie di Lucrezia). Piero di Cosimo vi aveva invece realizzato "alcune storie baccanarie che sono intorno a una camera, nelle quali fece sì strani fauni, satiri e silvani e putti e baccanti", oggi all'Art Museum di Worcester (Scoperta del miele) e al Fogg Museum di Cambridge (Disavventure di Sileno).

### Il Cinquecento

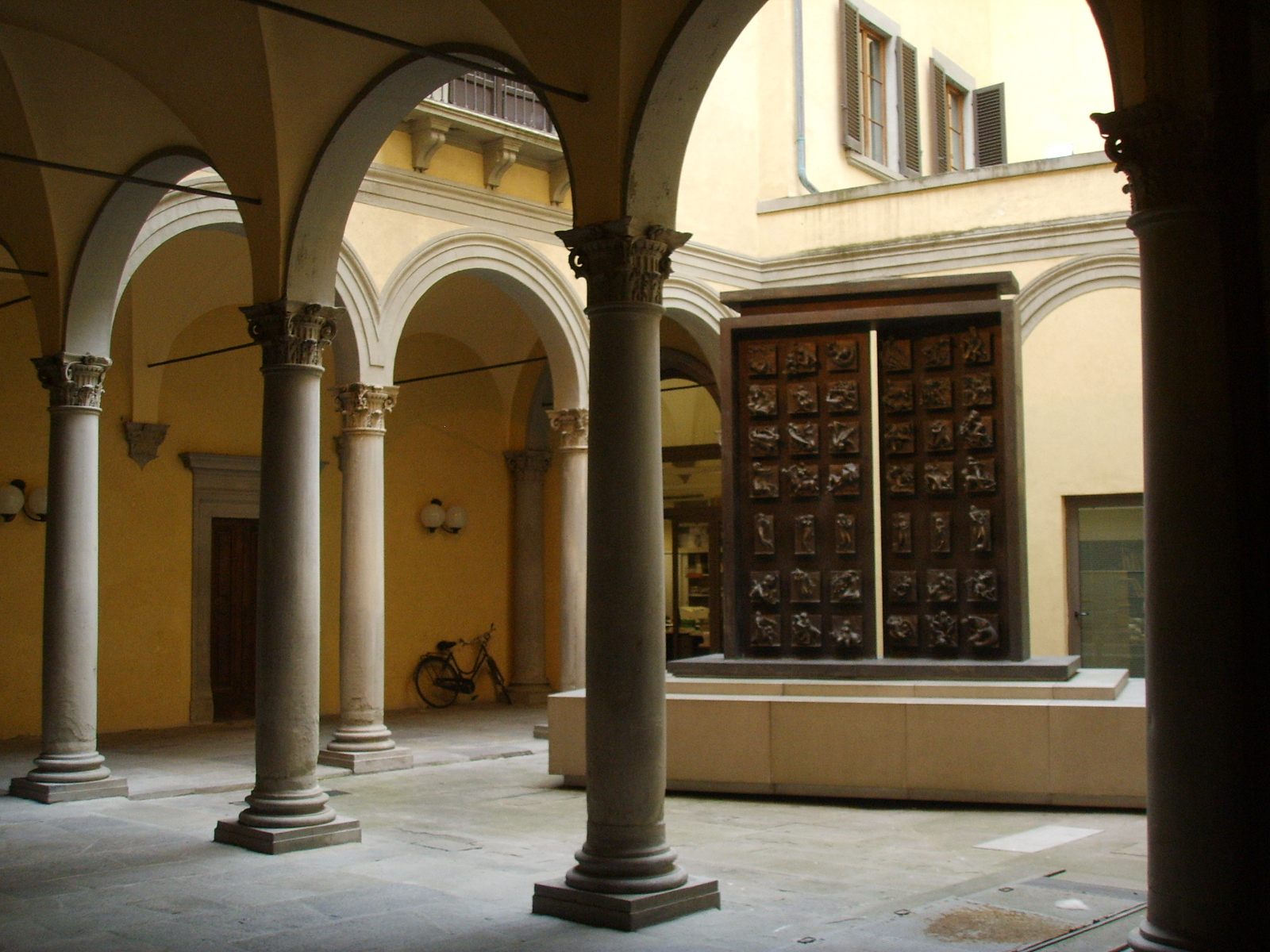
Il cortile

Nel 1533 il palazzo passò a Piero di Alamanno Salviati, ma una crisi politica che investì la famiglia impedì di completare i rifacimenti e miglioramenti, avviati nel cortile dove i peducci riportano ancora scudi con lo stemma Salviati. Il suo congiunto Alessandro Salviati infatti diede aiuto ai senesi e ai fiorentini fuorusciti di Piero e Leone Strozzi nel 1554, mettendosi apertamente contro Cosimo I de' Medici che stava tenendo sotto assedio la città. Dopo la vittoria di Cosimo fu offerta l'opportunità di pentirsi ad Alessandro (che era parente di Cosimo per via della madre, Maria Salviati), ma egli si rifiutò e fu condannato a morte per tradimento.
In seguito il palazzo passò ai Bartolini Salimbeni (1564), e attraverso una dote a Piero Ridolfi, il quale venne pure coinvolto in una congiura contro Cosimo, la cosiddetta Congiura dei Pucci del 1575, che venne scoperta e costrinse Piero all'esilio.

### Gli Incontri

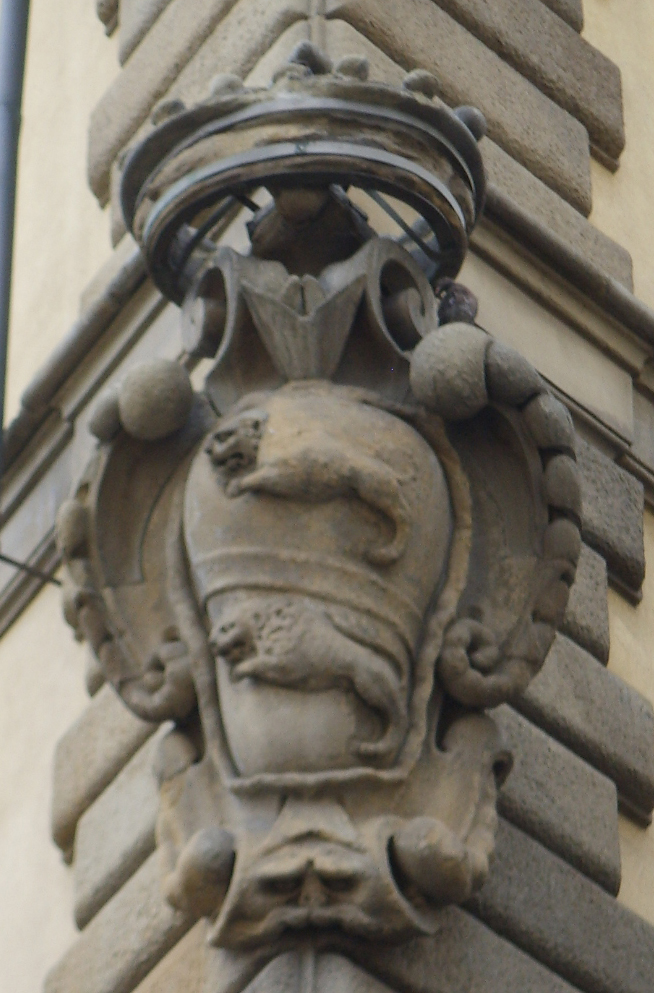
Stemma Incontri sulla cantonata

Nel 1608 il palazzo fu quindi dei Baglioni di Perugia, i quali ampliarono considerevolmente la fabbrica, ma finirono per indebitarsi, tanto che fu ipotecato al Monte Comune, dove nel 1676 lo acquistò il cavalier Ludovico Attilio Incontri, di una nobile famiglia originaria di Volterra. Risale a lui la costruzione del palazzo nelle fattezze moderne, su un progetto curato da lui stesso (appassionato di architettura, formatosi sotto Giulio Parigi e Giovanni Coccapani), da Paolo Falconieri, attivo anche all'antistante palazzo Pucci, e Ferdinando Tacca, con le perizie e limitati interventi di Raffaello del Bianco e Francesco Mazzuoli. Il cavalier Incontri, dopo aver acquistato altre case confinanti, trasformò quindi l'edificio nelle forme attuali, con una sostanziale conclusione dei lavori nel 1678, data nella quale fu concessa la licenza per la costruzione dei terrazzini sopra i due portoni.
Così definito il palazzo fu abitato dalla famiglia Incontri senza che intervenissero significative modifiche fino al 1853, quando - al fine di dotarlo di comodità che ne consentissero l'affitto - fu realizzato un esteso intervento di ristrutturazione su progetto e direzione di Giuseppe Poggi, terminato nel 1857. Grazie al possesso di alcune case adiacenti, la proprietà si arricchì così in questi anni di una scuderia, di un accesso per carrozze, di nuove stanze e dell'immobile su via de' Servi segnato col numero 3, il palazzetto Del Bianco. Sono riconducibili al Poggi anche lo scalone principale del palazzo e il vestibolo del primo piano.

### Dai Piccolellis a oggi
Acquistato nel 1894 da Filippo de Piccolellis, figlio di un esule napoletano, fu abitato da lui e sua moglie Isabella Poniatowski, figlia del principe esule polacco Stanislao, la quale, grazie alla sua rete di conoscenze in Italia e all'estero, animò di vita mondana cittadina dal salotto del suo palazzo.
L'edificio fu poi venduto nel 1941 a Donatello Masi e Umberto Desii, per passare poi in mano a una società immobiliare. A seguito della caduta di una porzione del terrazzo su via de' Servi e alla conseguente intimazione di restauro, la proprietà fu oggetto di un accurato intervento su progetto dello Studio Gurrieri con la collaborazione di Paolo Fraticelli e Maurizio De Vita, attuato tra il 1988 e il 1989. Tra il 1993 e il 1995 buona parte del palazzo (compresi gli ambienti di rappresentanza) è stato acquistato dalla Cassa di Risparmio di Firenze.
Il palazzo appare nell'elenco redatto nel 1901 dalla Direzione Generale delle Antichità e Belle Arti, quale edificio monumentale da considerare patrimonio artistico nazionale.
Nel Giugno 2021 il palazzo è stato venduto per realizzare appartamenti di pregio.

## Descrizione
(Guido Carocci, L’illustratore fiorentino. Calendario storico per l’anno 1907, Firenze, Tipografia Domenicana, 1906, pp. 109-110)

### Esterno

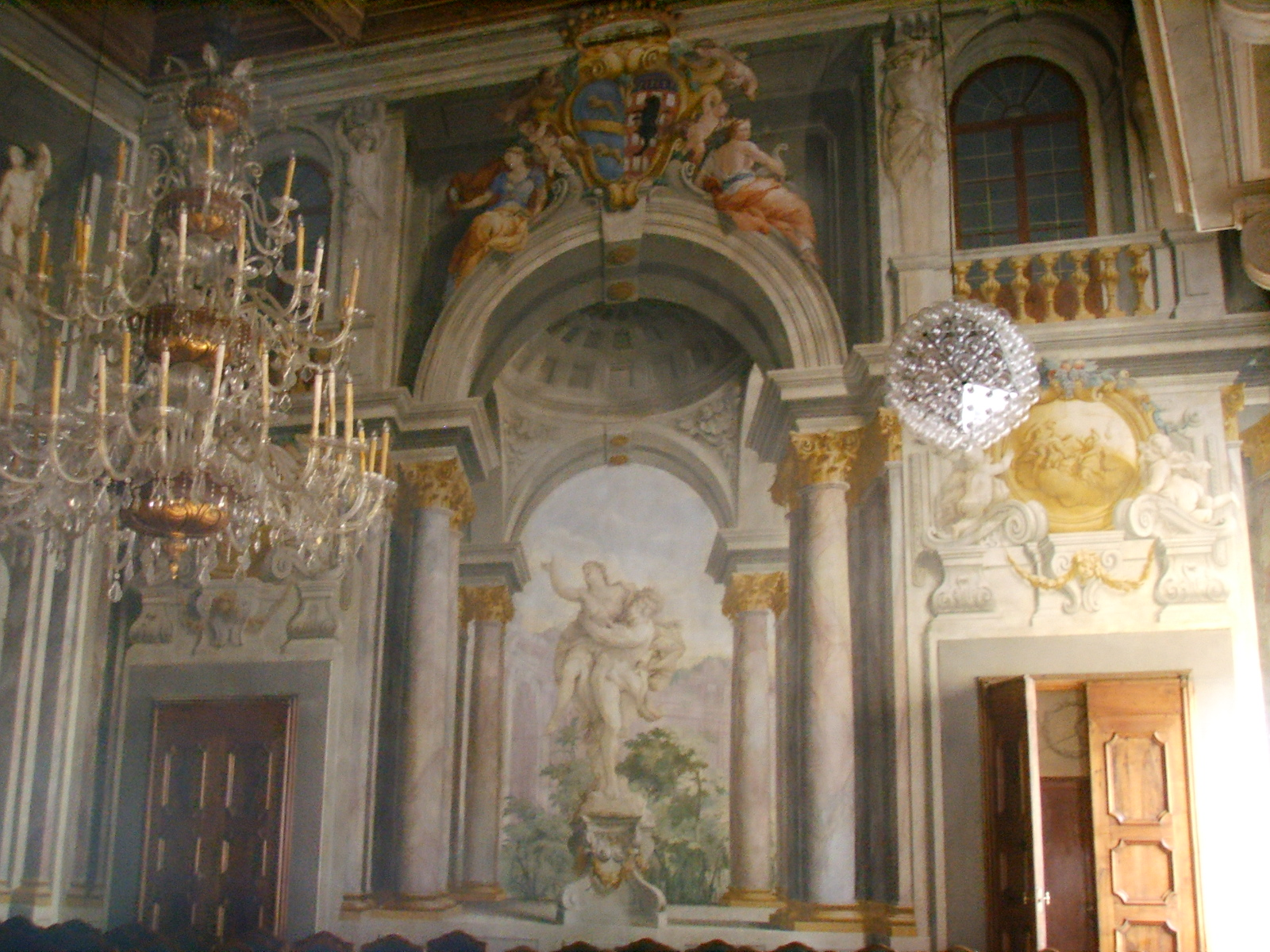
Il grande salone affrescato

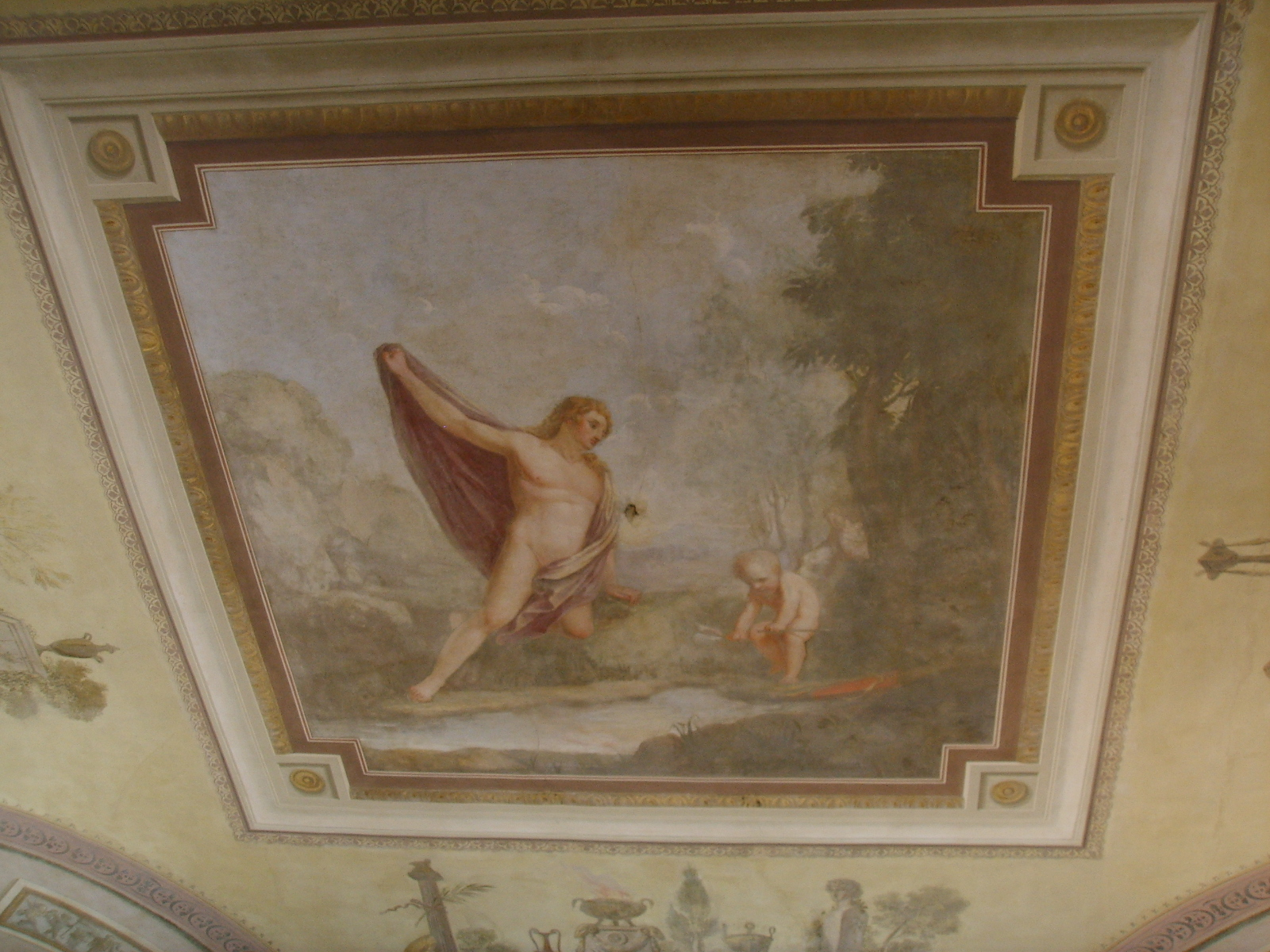
Uno dei soffitti affrescati da Luigi Catani

Il palazzo venne costruito cercando di trovare una sintesi tra i palazzi rinascimentali fiorentini e quelli barocchi romani. Scrisse infatti Bevilacqua: "La definizione dei due prospetti, con piano terra con portali a bugnato sormontati da balcone, piano nobile con finestre timpanate, secondo piano e mezzanino superiore con piccole aperture a oculo, cantonale bugnato con grande stemma in corrispondenza del piano nobile, e degli interni, avvenne attraverso un attento confronto tra modelli architettonici fiorentini (con la decisione di riproporre le incorniciature a bugnato di palazzo Guadagni dell'Opera), e romani (dimensioni di scale, finestre e portali interni)".
Si contraddistingue per la massiccia monumentalità della struttura, decorata da serie di finestre su ciascun piano, della massima regolarità, con cornici marcapiano in travertino. Per quanto concerne il fronte di via de' Servi questo si sviluppa su tre piani per cinque assi, su via dei Pucci ben nove. I portali, con conci a cuscino disposti a raggiera e sormontati da balconi in pietra, furono probabilmente ricavati a partire dalle aperture dell'edificio precedente e si presentano quindi asimmetrici. Questa irregolarità però è mitigata dalla visione preferenziale di scorcio della facciata, data la relativa strettezza della strada. Le finestre con inferriata del pian terreno presentano una cornice bugnata simile a quella del portale, con cimasa rettilinea. Le finestre del piano nobile e del secondo piano, poggiano sulla fascia marcapiano e presentano cornici su tre lati analoghe a quelle delle aperture al pian terreno. Al primo piano hanno timpani arcuati mentre al secondo piano sono coperte invece da architravi. Il sottogronda, con due fasce modanate "a toro", presenta alcuni oculi al di sotto della copertura particolarmente sporgente.
Chiudono l'insieme architettonico gli spigoli evidenziati dal bugnato rustico. Sulla cantonata si impone un grande scudo con l'arme della famiglia Incontri (d'azzurro, alla banda diminuita d'oro accostata da due leoni leoparditi dello stesso).

### Cortile
Dell'antico edificio precedente alla proprietà Incontri rimane in particolare il cortile (accesso dall'androne attraverso un cancello in ferro battuto), dove peraltro ancora si apprezza l'arme della famiglia Salviati nei peducci del cortile. Porticato su tre lati (dei quali uno è tamponato), presenta archi a tutto sesto e volte a crociera, poggianti su colonne con capitelli corinzi. Il lato tamponato ha paraste con i capitelli originali. Al centro del cortile un'opera moderna con due pannelli con varie formelle di scene mitologiche.

### Interni
Negli interni permangono poi significative testimonianze pittoriche negli ambienti di rappresentanza. Gli affreschi con quadrature del salone a doppia altezza sono opera di Rinaldo Botti e Lorenzo del Moro (1702) e mescolano finte architetture con quelle reali, come i balconi per i musicisti durante le feste da ballo; alle pareti scorci, rovine, statue a soggetto mitologico e, nella parte superiore, dei grandi stemmi araldici matrimoniali, come quello Incontri-Bardi.
La volta della piccola galleria raffigurante il Convito degli Dei fu l'ultima opera incompiuta di Antonio Domenico Gabbiani che, "mentre dipingeva la volta della sala di questo palazzo cadde, e tre giorni dopo morì l'anno 1726" (Fantozzi 1843).
Sempre al piano nobile si segnalano varie sale decorate con pitture neoclassiche realizzate tra il 1806 e il 1809 da Luigi Catani e Luigi Ademollo sul lato prospiciente a via de' Pucci.

## Opere già a palazzo Incontri
- Sandro Botticelli, Storie di Virginia e Storie di Lucrezia
- Piero di Cosimo, Disavventure di Sileno e Scoperta del miele

## Bibliografia

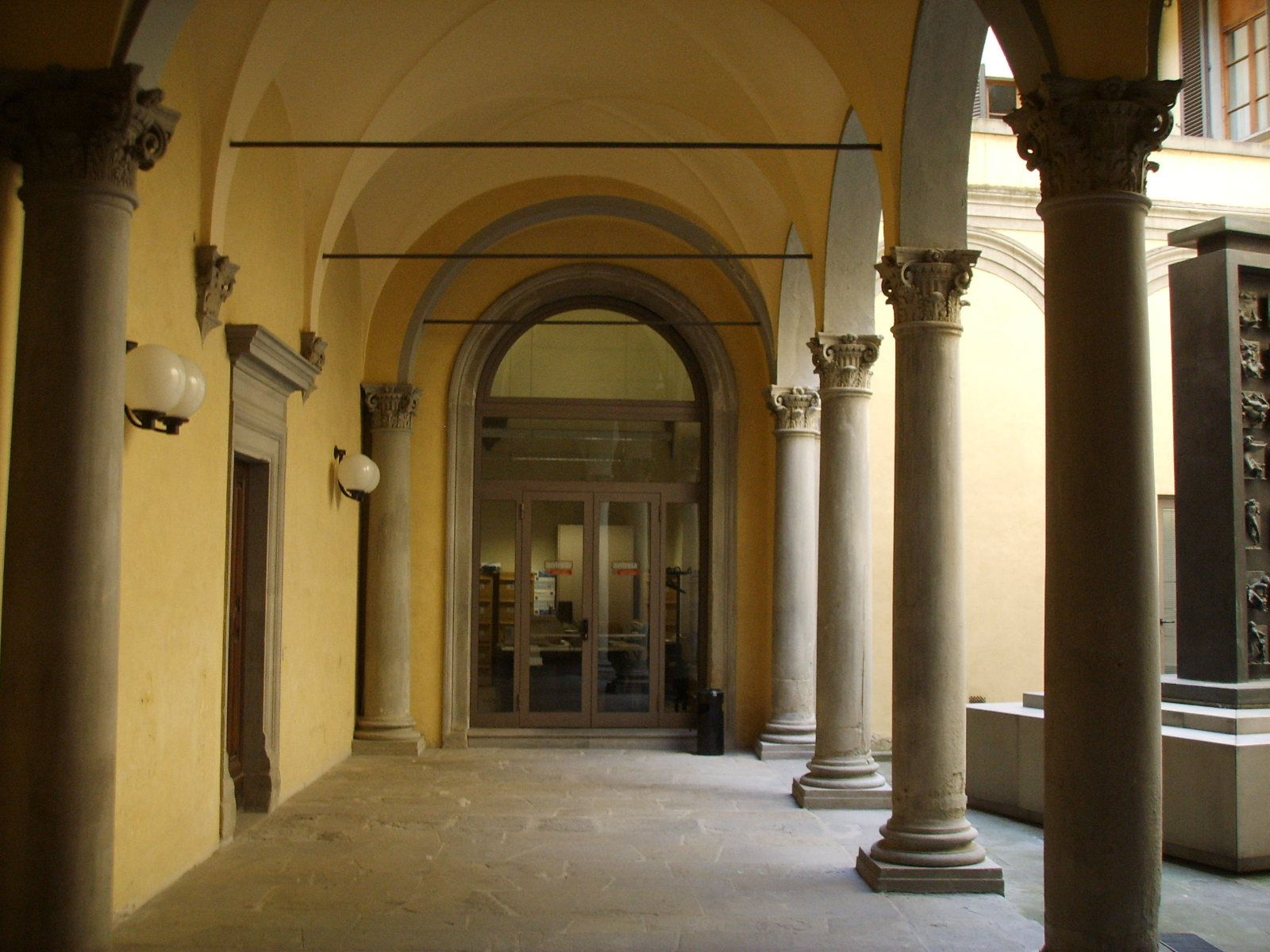
Il cortile

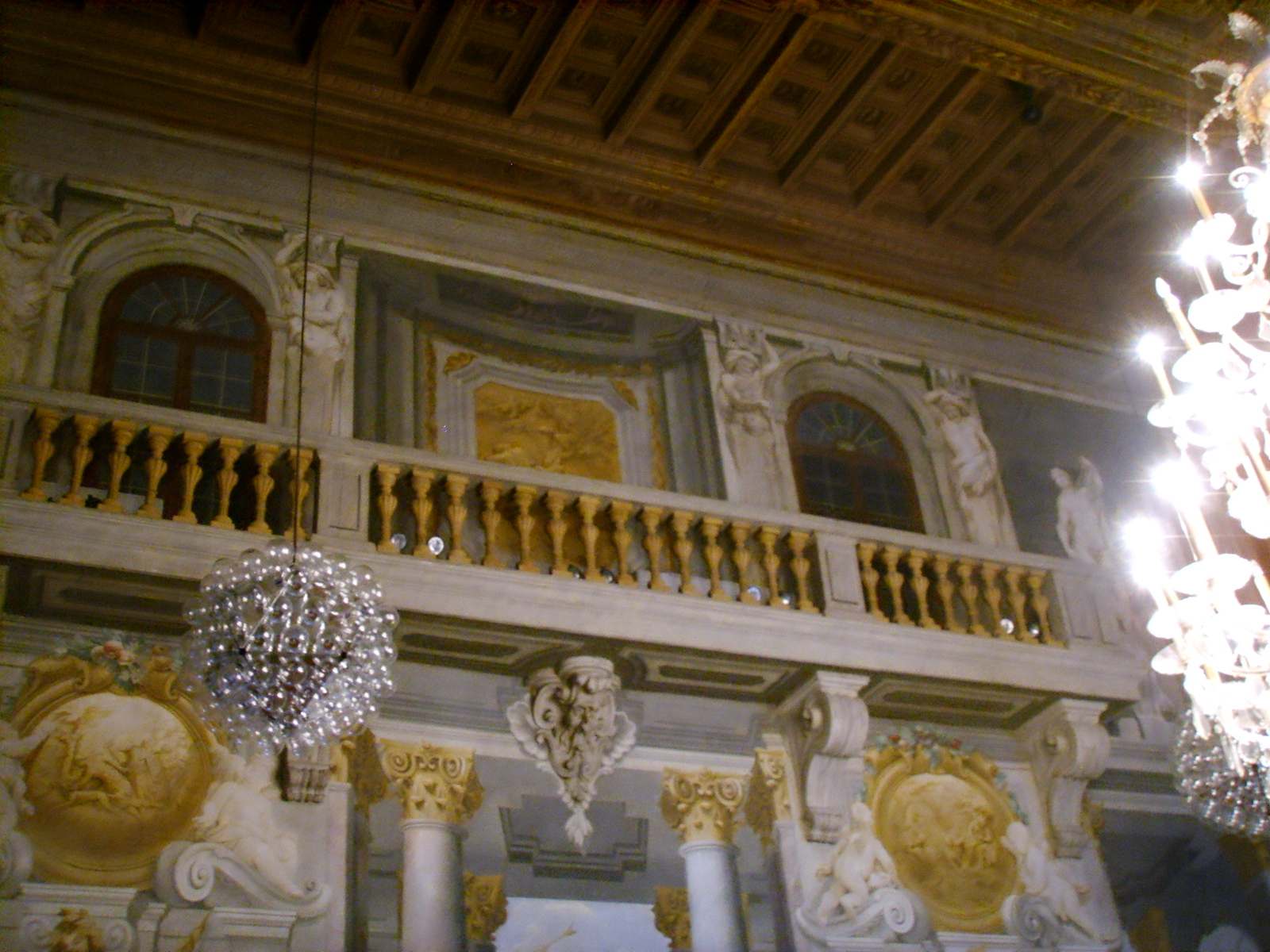
Il salone